# Chalcotropis insularis
Chalcotropis insularis là một loài nhện trong họ Salticidae.
Loài này thuộc chi Chalcotropis. Chalcotropis insularis được Eugen von Keyserling miêu tả năm 1881.